# Karate sulla spiaggia ai Giochi del Mediterraneo sulla spiaggia
Il karate è inserito nel programma dei Giochi del Mediterraneo sulla spiaggia dalla terza edizione, che si è svolta nel 2023, comprendendo sia gare maschili che gare femminili. 

## Edizioni
| Giochi | Anno | Sede      | Gare |
| ------ | ---- | --------- | ---- |
| III    | 2023 | Heraklion | 2    |

## Medagliere complessivo
Aggiornato alla terza edizione
| Pos.   | Paese   | Oro | Argento | Bronzo | Totale |
| ------ | ------- | --- | ------- | ------ | ------ |
| 1      | Spagna  | 2   | 0       | 1      | 3      |
| 2      | Italia  | 0   | 1       | 1      | 2      |
| 2      | Marocco | 0   | 1       | 1      | 2      |
| 4      | Grecia  | 0   | 0       | 1      | 1      |
| Totale | Totale  | 2   | 2       | 4      | 8      |